# Monte-Albo-Höhlensalamander
Der Monte-Albo-Höhlensalamander (Hydromantes flavus, Syn.: Speleomantes flavus) ist ein Schwanzlurch aus der Familie der Lungenlosen Salamander (Plethodontidae). Sein Verbreitungsgebiet liegt im östlichen Sardinien.

## Merkmale
Große Art mit einer Gesamtlänge bis 12,7 cm (Männchen) und 14,6 cm (Weibchen). Die Finger und Zehen sind stumpf und gewöhnlich an den Enden verbreitert, die Schnauze ist abgeflacht. Färbung und Zeichnung der Oberseite variieren sehr stark. Die Grundfarbe reicht von dunkelbraun bis schwärzlich. Die Zeichnung ist eine Fleckung oder Marmorierung in gelblichen bis ockerfarbenen, manchmal graugrünen, selten fleischfarbenen Tönen. Manche Individuen sind oberseits überwiegend gelblich. Die Grundfarbe der Unterseite ist durchgehend hell, oft weißlich und meistens fleckenlos oder nahezu fleckenlos. Manche Individuen weisen eine schwache bräunliche oder schwärzliche Punktierung auf Kehle, Brust, Schwanz und an den Bauchseiten auf.

## Verbreitung
Die Art ist beschränkt auf Nordostsardinien und besiedelt in der Provinz Nuoro die Monte-Albo-Gebirgskette sowie deren nördliche Ausläufer zwischen Siniscola und dem Fluss Posada.

## Lebensraum
Zwischen 40 und 1040 m über NN. Es werden Stein-Eichenwälder, mediterranes Buschland (Macchie) und mäßig bewachsene Felsareale besiedelt. Der Monte-Albo-Höhlensalamander ist oft unter Steinen oder in Höhlen zu finden.

## Lebensweise
Oberirdisch nur in der Zeit vom Spätherbst bis zum zeitigen Frühjahr aktiv. Im späten Frühjahr ziehen sich die Tiere in unterirdische Lückensysteme zurück und legen in dieser Zeit ihre Eier, die die Weibchen bis zum Schlupf der voll entwickelten Jungen bewachen. Die Art wird häufig von einem kleinen, grünlichen Egel mit dem Namen Batrachobdella algira befallen.

## Gefährdung
Häufige Art, vor allem in Grotten und unter Steinen oftmals in großer Zahl. Trotz des kleinen Verbreitungsgebietes nicht gefährdet. Die IUCN listete die Art als potentiell gefährdet, da sie aufgrund des kleinen Verbreitungsgebietes empfindlich gegen Eingriffe ist. Mittlerweile wird die Art von der IUCN in der Roten Liste gefährdeter Arten sogar als gefährdet (vulnerable ) gelistet, mit einem stabilen Populationstrend.